# グラスゴー地下鉄
グラスゴー地下鉄（Glasgow Subway）は、スコットランドのグラスゴー市内を走る地下鉄である。開業は1896年で、ロンドン、イスタンブール、ブダペストに次いで、世界で4番目に古い。（文献によっては、イスタンブールをこれに含めず、グラスゴーが世界で3番目とするものもある。）
開業当時は、ケーブルカー（急斜面で採用する交走式ではなく、サンフランシスコのようなグリップ式）であったが、1935年に電動車に置き換えられ、今日に至っている。
開業当初、乗客が心身を休めるように、という理由から、定員を座席数+4人に設定し、それ以上の客が列車に乗ることを拒んでいた。早川徳次はこの体験から「これからの日本は『ゆとりある生活』が必要だ」と考え、東京地下鉄道の構想を考えた。

## 概要
環状線の1路線のみで、営業区間は全線複線、全区間地下である。車両基地は地上にブルームローン車両基地が設けられている。
環状線のため、外側の線路を時計回り（つまり、カウカデンズ→ブキャナン・ストリート→セント・イノック）に走る列車についてはアウターサークル （外回り）、内側の線路を反時計回りに走る列車についてはインナーサークル （内回り）と言う呼称が用いられている。1周は約24分。車両は3両編成で、ロンドンの地下鉄と同様小さい。運行時間は、平日と土曜日が6:30 - 23:30、日曜日が10:00 - 18:00。
ブキャナン・ストリート駅では、グラスゴーの主要駅のひとつであるクイーンストリート駅と接続している。もうひとつの主要駅である中央駅とは直接接続されてはいないが、セント・イノック駅から徒歩数分の距離にある。パーティック駅はアベリオ・スコットレールの地上駅と直接接続している。

当線に見られる特徴としては駅間における重力勾配がある。これは駅発車直後に30‰程度の下り勾配で重力を用いて一気に加速した後、次の駅に着く直前に20‰程の上り勾配で減速をすることにより、加減速に必要なエネルギーを一部重力に依存することで消費電力を抑えることができる構造である。勾配が上りから下りに切り替わる駅構内では、線路の拝み勾配に従ってホームが弓なりになっていることが確認できる。

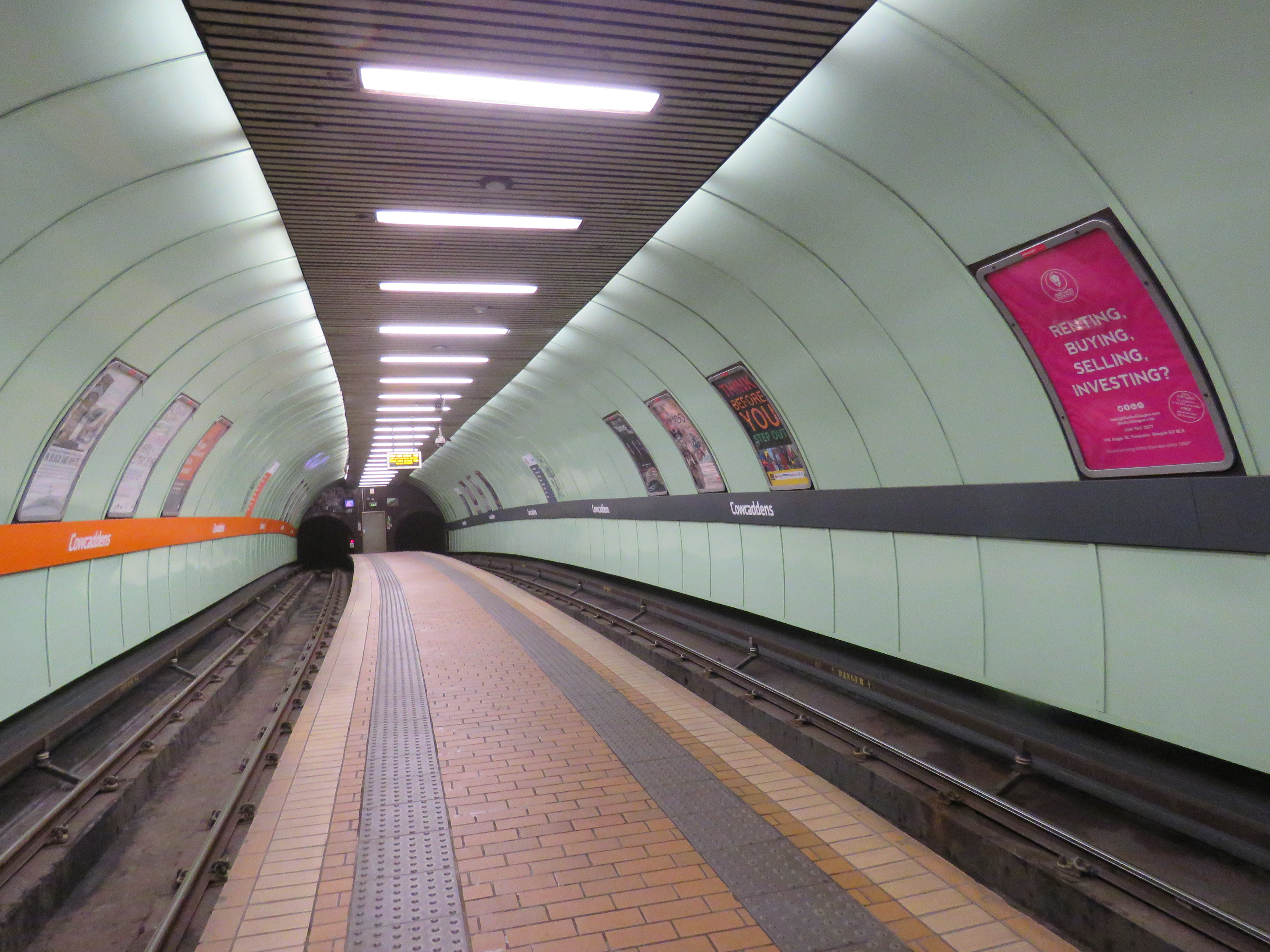
ホームが弓なりになっている駅構内

## 沿革
- 1896年12月14日 - 開業。
- 1977年 - 地下鉄の全駅の大規模工事開始。
- 1980年 - 地下鉄の全駅の大規模工事終了。

## 料金
2012年9月現在の料金は以下のとおり。
- 片道 (Single) 大人･･･￡1.40   子供(16歳以下)･･･￡0.70
- 往復 (Return) 大人･･･￡2.60   子供(16歳以下)･･･￡1.30

## 駅一覧
| 日本語駅名                   | 英語駅名           | 累計 キロ | 乗り換え | 所在地     |
| ---------------------------- | ------------------ | --------- | --- | ---------- |
| ヒルヘッド駅                 | Hillhead           | 0.0       | | グラスゴー |
| ケルビンブリッジ駅           | Kelvinbridge       |           | | グラスゴー |
| セント・ジョージズ・クロス駅 | St. George’s Cross |           | | グラスゴー |
| カウカデンズ駅               | Cowcaddens         |           | | グラスゴー |
| ブキャナン・ストリート駅     | Buchanan Street    |           | アベリオ・スコットレール (グラスゴー・クイーンストリート駅にて) | グラスゴー |
| セント・イノック駅           | St Enoch           |           | アベリオ・スコットレール、アヴァンティ・ウェスト・コースト、ロンドン・ノース・イースタン・レールウェイ、クロスカントリー、トランスペナイン・エクスプレス (それぞれグラスゴー・セントラル駅にて) | グラスゴー |
| ブリッジ・ストリート駅       | Bridge Street      |           | | グラスゴー |
| ウェスト・ストリート駅       | West Street        |           | | グラスゴー |
| シールズ・ロード駅           | Shields Road       |           | | グラスゴー |
| キニング・パーク駅           | Kinning Park       |           | | グラスゴー |
| セスノック駅                 | Cessnock           |           | | グラスゴー |
| アイブロックス駅             | Ibrox              |           | | グラスゴー |
| ゴヴァン駅                   | Govan              |           | | グラスゴー |
| パーティック駅               | Partick            |           | アベリオ・スコットレール | グラスゴー |
| ケルビンホール駅             | Kelvinhall         |           | | グラスゴー |
| ヒルヘッド駅                 | Hillhead           | 10.4      | | グラスゴー |